# St. Jakob in Haus
St. Jakob in Haus ist eine Gemeinde mit 837 Einwohnern (Stand 1. Jänner 2024) im Bezirk Kitzbühel in Tirol (Österreich).

## Geografie

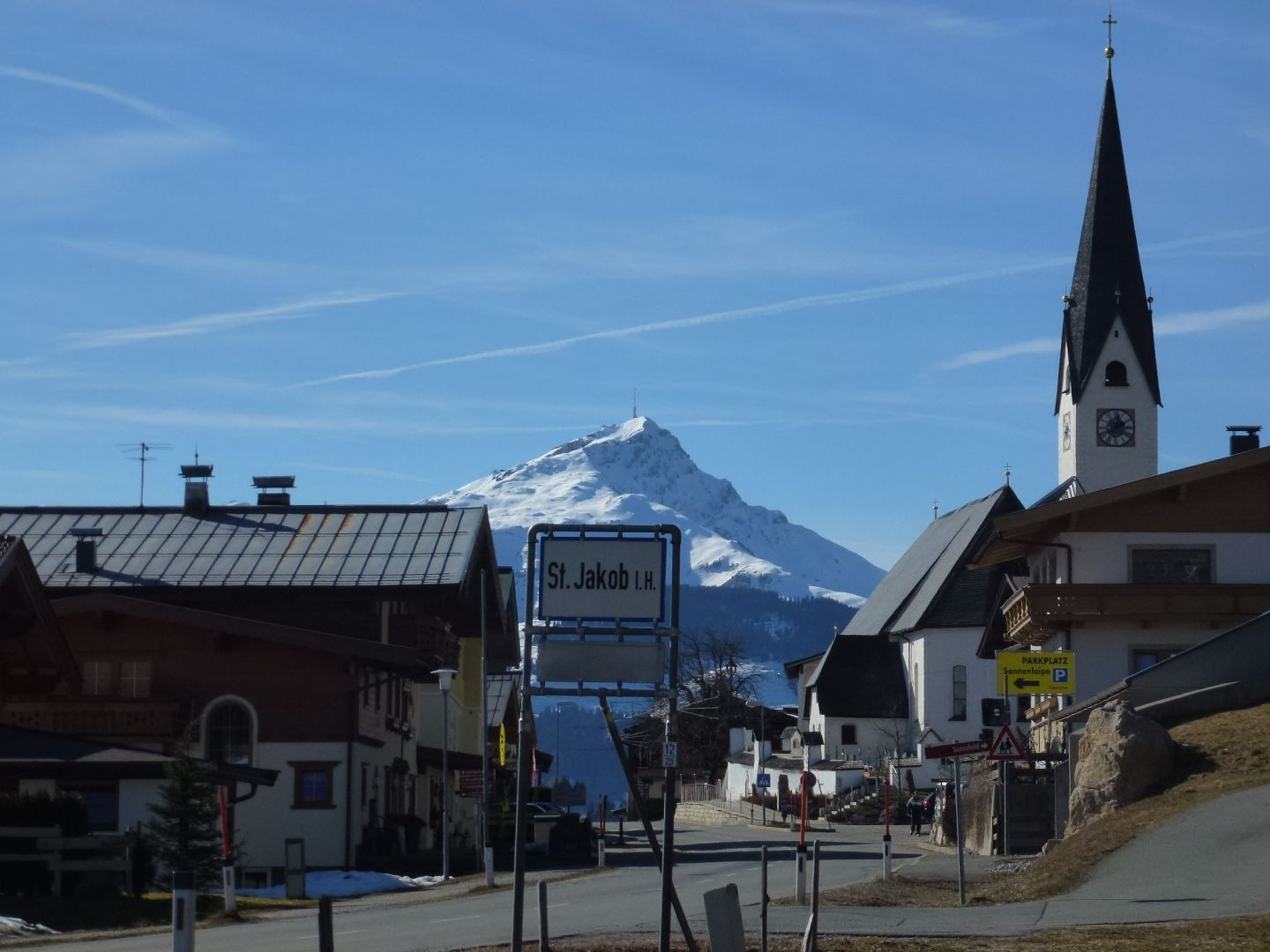
Kitzbüheler Horn

St. Jakob in Haus ist die kleinste Gemeinde des Bezirks Kitzbühel und liegt im Pillerseetal, das von Fieberbrunn abzweigt.

### Gemeindegliederung
Die fast zehn Quadratkilometer große Gemeinde umfasst neben dem kleinen Haufendorf mit der Dorfkirche mehrere Weiler, von denen Moosbach und Mühlau zu größeren Siedlungen herangewachsen sind. Dazu kommen noch zahlreiche Einzelhöfe in Streulage.
Die Gemeinde liegt im Gerichtsbezirk Kitzbühel.

### Nachbargemeinden
|             |                                             | St. Ulrich am Pillersee |
|             | Kompassrose, die auf Nachbargemeinden zeigt |                         |
| Fieberbrunn |                                             |                         |

## Geschichte
St. Jakob in Haus wurde 1308 mit der Bezeichnung „zue sant Jacob hintz Haus“ erstmals urkundlich erwähnt, das Gebiet war jedoch bereits im 10. Jahrhundert besiedelt. Die Gemeinde gehörte zum Teil der Hofmark Pillersee und zählte unter anderem zu den Besitztümern des Benediktinerklosters Rott, das nördlich von Rosenheim liegt. Die Hofmark „Bileresse“ wurde in einer Bestätigungsurkunde von Papst Eugen III. im Jahre 1151 genannt. Diese Hofmark war ein geschlossenes Gebiet, das die heutigen Pillerseegemeinden (außer Waidring) umfasste.

### Einwohnerentwicklung
Das starke Bevölkerungswachstum von St. Jakob beruht sowohl auf einer positiven Geburtenbilanz als auch auf einer positiven Wanderungsbilanz.

## Kultur und Sehenswürdigkeiten

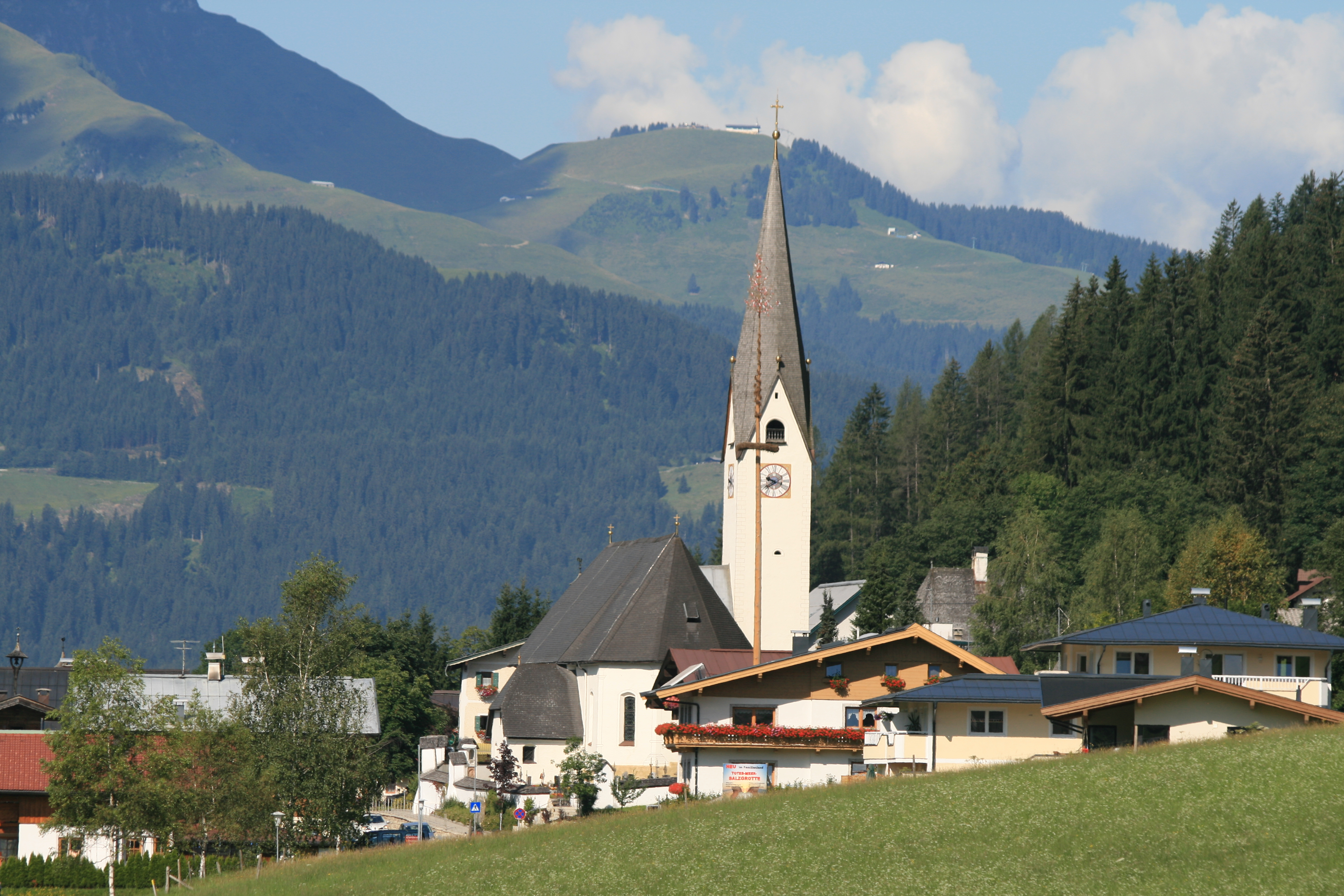
Pfarrkirche St. Jakob in Haus

- Katholische Pfarrkirche St. Jakob in Haus: Die Pfarrkirche hl. Jakobus der Ältere wurde vermutlich im Jahre 1273 erbaut und 1308 zum ersten Mal urkundlich erwähnt. Als im Jahre 1689 eine Lawine die Kirche bis auf die Grundmauern zerstörte, errichtete man sie wieder am selben Platz. Die Figuren aus der Erbauungszeit stammen von Georg Faistenberger, das Altarbild Auferstehung Jesu Christi von Ignaz Faistenberger und die Deckenmalerei von Johann Endfelder.
- Geburtshaus des Uhrmachers und Erfinders Christian Reithmann im Ortsteil Moosbach[4]
- Jakobskreuz: ein knapp 30 m hohes begehbares Gipfelkreuz auf der Buchensteinwand[5]

## Wirtschaft und Infrastruktur

### Wirtschaftssektoren
Von den 26 landwirtschaftlichen Betrieben des Jahres 2010 wurden zehn im Haupt-, fünfzehn im Nebenerwerb und einer von einer juristischen Person geführt. Die Haupterwerbsbauern bewirtschafteten mehr als drei Viertel der Flächen. Im Produktionssektor waren 29 Erwerbstätige beschäftigt, im Dienstleistungssektor 74.

### Berufspendler
Im Jahr 2011 lebten 377 Erwerbstätige in St. Jakob. Davon arbeiteten achtzig in der Gemeinde, mehr als drei Viertel pendelten aus.

### Tourismus
Die Anzahl der Übernachtungen in der Gemeinde stieg von 71.000 im Jahr 2010 auf 79.000 im Jahr 2019. Der stärkste Monat ist der Februar, die Sommersaison ist schwächer als die Wintersaison.
- Sommer: Wanderungen
- Winter: Schigebiete Pillersee und Buchensteinwand (erschlossen durch Lifte von St. Jakob und Hochfilzen)

## Politik

### Gemeinderat
Der Gemeinderat hat insgesamt 11 Mitglieder.
| Partei                                             | 2022  | 2022    | 2016 | 2016    | 2010  | 2010    | 2004  | 2004    |
| Partei                                             | %     | Mandate | %    | Mandate | %     | Mandate | %     | Mandate |
| -------------------------------------------------- | ----- | ------- | ---- | ------- | ----- | ------- | ----- | ------- |
| Wir für St. Jakob (WIR)                            | 48,65 | 6       |      |         |       |         |       |         |
| Für die Hauserinnen und Hauserer (FDHH)            | 38,05 | 4       |      |         |       |         |       |         |
| Gemeinsam für Haus (GFH)                           | 13,31 | 1       |      |         |       |         |       |         |
| Für St. Jakob - Bürgermeisterliste Leo Niedermoser |       |         | 100  | 11      | 55,27 | 6       |       |         |
| Franz Reiter Bürgermeisterliste                    |       |         |      |         | 44,73 | 5       |       |         |
| Für St. Jakob, Liste Leonhard Niedermoser          |       |         |      |         |       |         | 56,17 | 6       |
| Hauserer Bürgermeisterliste                        |       |         |      |         |       |         | 43,83 | 5       |

### Bürgermeister
- 1992–2003 Franz Reiter (SPÖ)
- 2003–2022 Leonhard Niedermoser (Bürgermeisterliste Leo Niedermoser)[15]
- seit 2022 Franz Wallner (Wir für St. Jakob)

### Wappen
Blasonierung: In Grün ein schwarzer Flachsparren über drei goldenen Muscheln.
Das Gemeindewappen wurde 1977 verliehen. Die Muscheln als Attribut des hl. Jakob stehen für den Patron und Namensgeber der Gemeinde. Der Sparren symbolisiert den Gegendnamen Haus.

## Persönlichkeiten

### Söhne und Töchter der Gemeinde
- Christian Reithmann (1818–1909), Uhrmacher, Erfinder des Viertaktmotors
- Berthold Niedermoser (1910–1996), Zisterzienser und Abt von Schlierbach